# Sven-Åke Nilsson
Sven-Åke Nilsson (nascido em 13 de setembro de 1951) é um ex-ciclista sueco que competia em provas de estrada.

## Carreira
Em 1977, Nilsson se profissionalizou e competiu até 1984, com vitória de etapa e terceiro lugar na classificação geral na Volta a Espanha e duas etapas vencidas na Paris-Nice como destaques da carreira. Competiu nos Jogos Olímpicos de Munique 1972 e Montreal 1976, com o melhor resultado em 1972 ao terminar em sexto lugar nos 100 km contrarrelógio por equipes.